# 能高南峰
能高南峰（のうこうなんぽう）は、台湾中央山脈の中段に位置し、南投県仁愛郷と花蓮県秀林郷の境にある標高3,349mの山である。

## 概要
能高南峰は「十峻」の一であり、能高山と知亜干山のほぼ中間の中央山脈に位置し、台湾百岳の中で42位だった。山頂には、二等三角点がある。